# Cwm (Denbighshire)
Pour les articles homonymes, voir Cwm.
Cwm est un village et une communauté du Denbighshire, au pays de Galles.
Il est situé dans le nord du comté, à une dizaine de kilomètres au sud de la ville côtière de Prestatyn.

## Démographie
Au recensement de 2011, la communauté de Cwm comptait 378 habitants.